# Dan Burros
Daniel Burros (5 de março de 1937 – 31 de outubro de 1965) foi um judeu estadunidense que integrou o Partido Nazi Americano. Mais tarde, após um desentendimento com o fundador George Lincoln Rockwell, Dan tornou-se um Kleagle [en] (oficial da Ku Klux Klan), ou recrutador, para a filial do estado de Nova Iorque, Estados Unidos, um dos grupos Klan mais violentos da época.
Dan cometeu suicídio em 31 de outubro de 1965, horas depois de sua herança judaica ter se tornado pública. Ele atirou no próprio peito e depois na cabeça. À época, ele supostamente ouvia música composta por Richard Wagner.

## Infância
Daniel Burros nasceu no distrito do Queens, em Nova Iorque. Era filho de pais judeus chamados George e Esther Sunshine Burros. A família se mudou para o Queens alguns anos depois, e Dan frequentou a escola hebraica chamada Talmud Torá, em Richmond Hill, onde se tornou bar mitzvá em 1950. No colegial, ele se saiu bem na maioria das aulas. Dan nem era atlético e tinha deficiência visual. Ele era intenso a ponto de desconfiar a si mesmo em competições atléticas, particularmente se estivesse perdendo ou temendo a perder. Ele, também, possuía um temperamento ardente, o que levava a brigas frequentes.[carece de fontes?]

## Serviço militar
Dan expressou o desejo de entrar na Academia Militar dos Estados Unidos em West Point (que nunca se concretizou). Entretanto, ele se alistou na Guarda Nacional enquanto ainda estava no colegial e usava seu uniforme para a aula nos dias de treinamento. Alistou-se no Exército dos Estados Unidos em 1955, mas foi liberado depois de uma série de tentativas frustradas de suicídio envolvendo a ingestão de grandes quantidades de aspirina e de cortes não fatais em seus pulsos. Ele elogiou Adolf Hitler em uma nota de suicídio. Sua quitação foi atribuída a "razões de inadequação, caráter e desordem comportamental".

## O suicídio
A origem judaica de Dan foi divulgada em um artigo do New York Times escrito pelo repórter John McCandlish Phillips. Phillips inicialmente tentou alcançar a Dan, trazendo até declarações as quais indicavam que ele se sentia preso no movimento racista. No entanto, suas tentativas não tiveram êxito. Não muito tempo depois que a edição do Times com as revelações surpreendentes de sua herança judaica foi colocada à venda, Dan cometeu suicídio na residência de seu amigo e companheiro klansman Roy Frankhouser, em Reading, na Pensilvânia.
Em uma coletiva de imprensa, o melancólico George Lincoln Rockwell elogiou a dedicação de Dan. Ele aproveitou a oportunidade para protestar contra os judeus, a quem ele se referia como "um povo único com uma massa distinta de transtornos mentais" e atribuiu a instabilidade e o suicídio de Dan a "essa infeliz psicose judaica". Apesar do fato de que Dan era judeu e desconfiado de seus stormtroopers, Rockwell desejava manter pelo menos uma relação de trabalho com ele.

## Análise por ser um nazista judeu
Dan às vezes é citado como um exemplo de um auto-ódio judaico. Ele também foi influenciado pelo Imperium de Francis Parker Yockey. A história de Dan Burros baseou o filme The Believer, dirigido por Henry Bean. Ele também inspirou um episódio da série televisiva Lou Grant e o episódio da quinta temporada de Cold Case intitulado "Spiders".